# Stardust (sång)
Stardust komponerades 1927 av Hoagy Carmichael som en snabb dansmelodi, så kallad quick-step, men gjorde som sådan ingen större succé. Två år senare gjordes den om till ballad med text av Mitchell Parish. Den ursprungliga refrängmelodin fick då också en vers komponerad av Paul Whiteman.  Därmed fick sången ett enormt genomslag och räknas numera till den amerikanska sångbokens största evergreen.

## På andra språk
- Lars Nordlander har till melodin skrivit en svensk text med titeln "Höst" för Monica Zetterlund, som spelade in den på sitt album Monica Z.